# Cetinski Varoš
Cetinski Varoš es una localidad de Croacia en el municipio de Cetingrad, condado de Karlovac.

## Geografía
Se encuentra a una altitud de 390 m s. n. m. a 155 km de la capital nacional, Zagreb.

## Demografía
En el censo 2011, el total de población de la localidad fue de 30 habitantes.
| Gráfica de población de Cetinski Varoš 1857-2011                    |
|                                                                     |
| Según los censos de población de la oficina estadística de Croacia. |